# Joannes Paredis

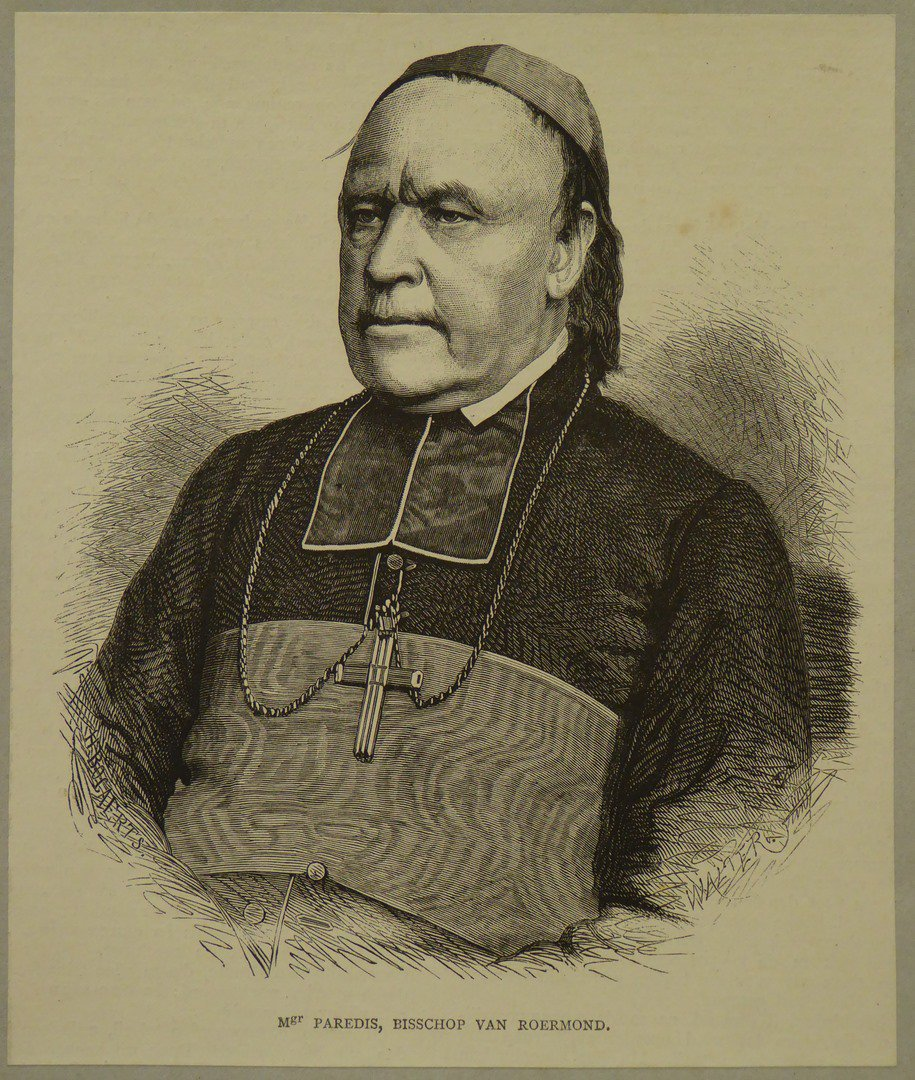
Mgr. Paredis bischof von Roermond (J. Walter)

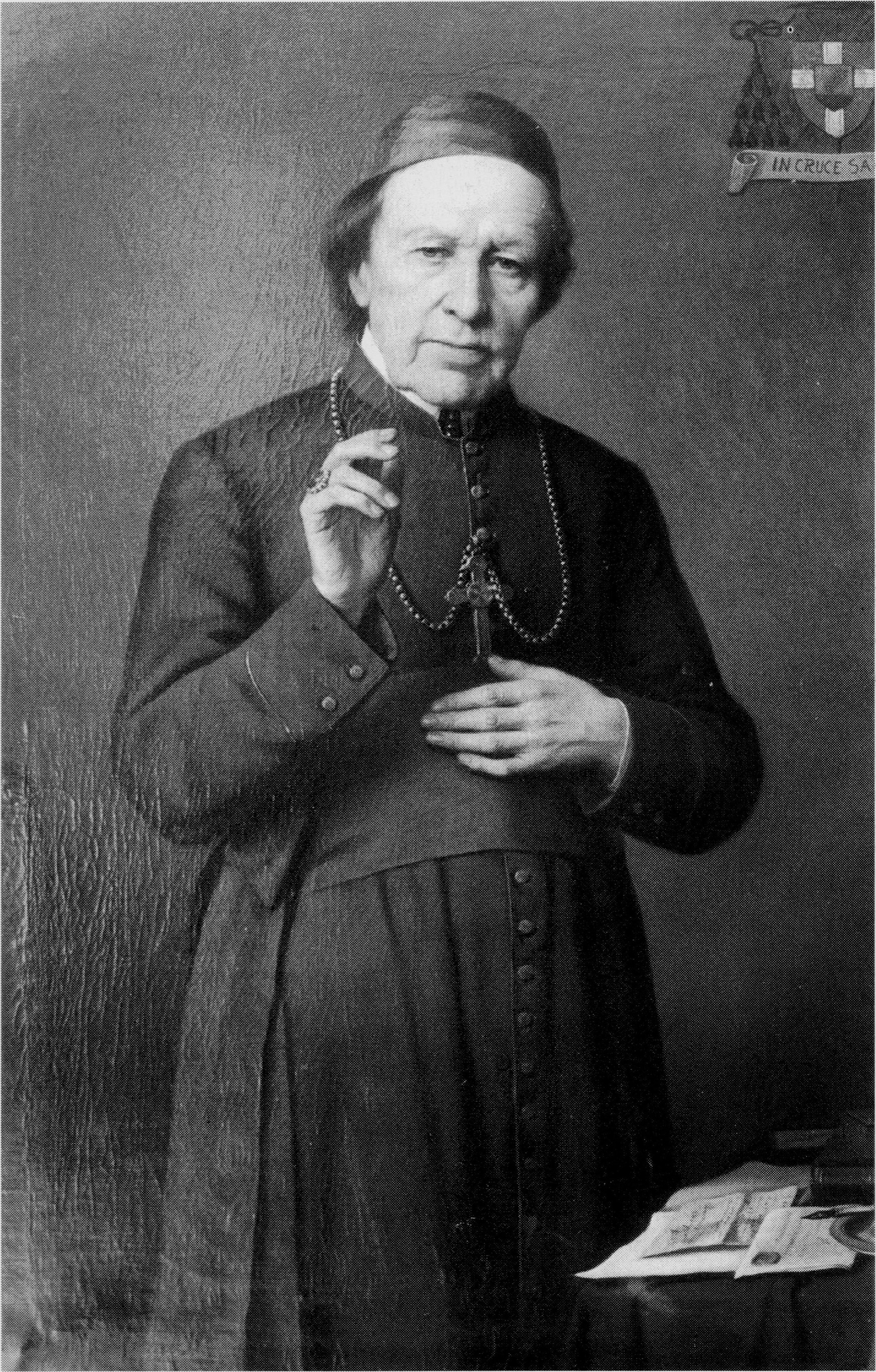
Porträt von Joannes Paredis, 1885 gemalt von Peter Heinrich Windhausen

Joannes Augustinus Paredis (* 28. August 1795 in Bree; † 18. Juni 1886 in Roermond) war katholischer Bischof von Roermond.

## Leben
Joannes Paredis empfing am 7. Juni 1821 die Priesterweihe. Papst Gregor XVI. ernannte ihn am 2. Juni 1840 zum Apostolischen Vikar des Apostolischen Vikariats Limburg sowie am 24. November 1840 zum Titularbischof von Hirina. Am 30. Juni 1841 erfolgte die Bischofsweihe durch Cornelius Ludovicus de Wijkerslooth in der Kathedrale von Roermond. Sein bischöflicher Wahlspruch war «Auspice Deo» – „Unter Gottes Vorsehung“.
Am 4. März 1853 wurde das Apostolische Vikariat Limburg zum Bistum Roermond erhoben und Papst Pius IX. ernannte Paredis zum Diözesanbischof. Als Reflex persönlicher Erfahrungen wählte dieser als neues Motto «In cruce salus» – „Im Kreuz ist Heil“. Joannes Paredis starb am 18. Juni 1886 im 90. Lebensjahr im Bischofsamt.
Er unterstützte den deutschen Missionar Arnold Janssen bei der Gründung der Steyler Missionare. In Deutschland war in den 1870er Jahren eine Klostergründung wegen des Kulturkampfes nicht möglich. In seinem niederländischen Bistum Roermond nahm er Arnold Janssen auf und unterstützte ihn.